# خانه‌سازی

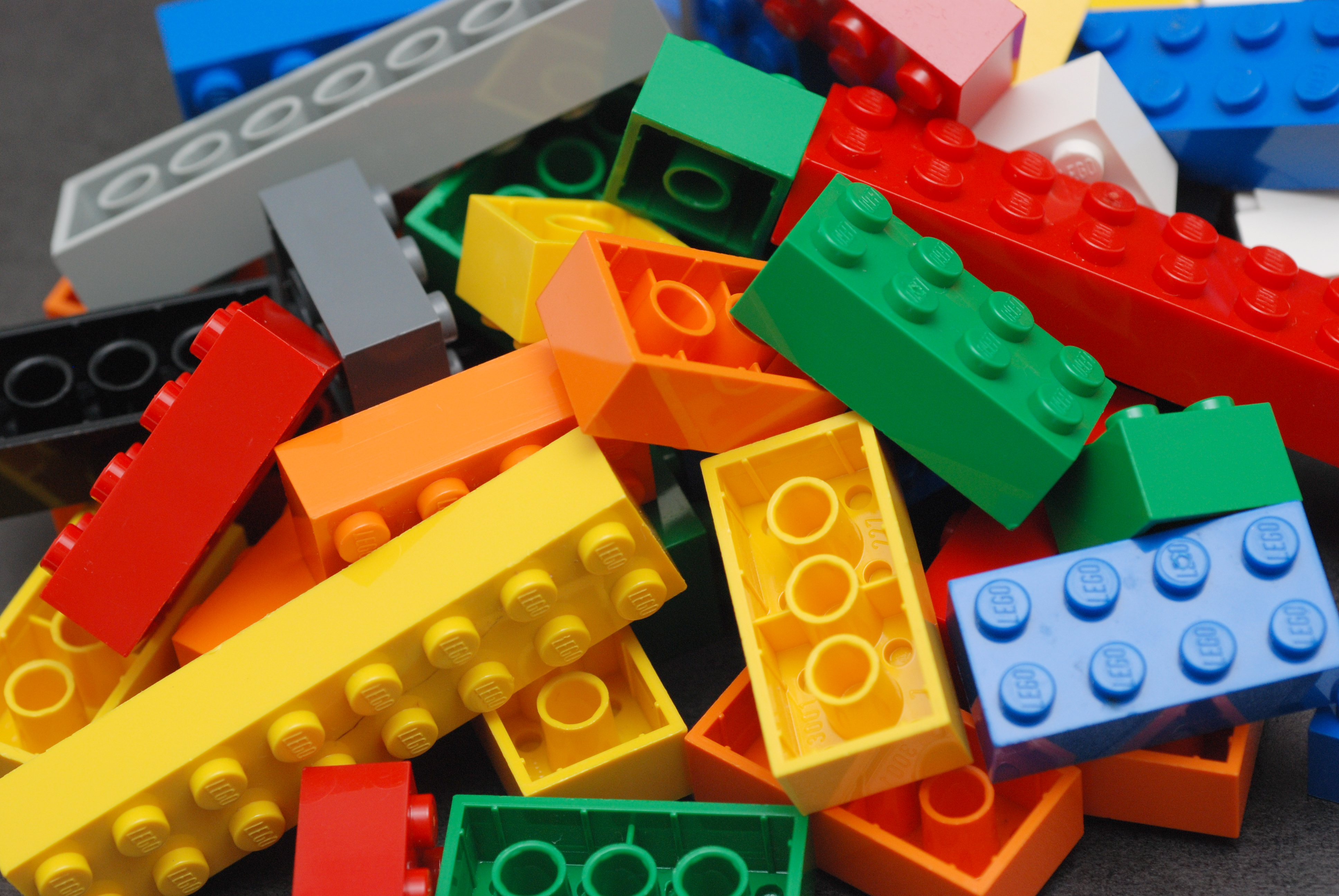
خانه‌سازی لگو باعث تقویت یادگیری می‌شود

خانه‌سازی از وسایل اسباب‌بازی است که از مجموعه‌ای از قطعات مثل آجر تشکیل شده‌است و با آن می‌توان مدل‌های مختلفی ایجاد کرد.

## فواید از نظر روانشناسی
بازی با خانه‌سازی برای ایجاد مهارت‌های اجتماعی و ایجاد حس اعتماد به دیگران مفید است زیرا این فعالیت به صورت یک همکاری علمی صورت می‌گیرد و تعدادی از افراد برای به انجام رسیدن کار با یکدیگر همکاری می‌کنند (به عنوان مثال برای ساختن یک لگو). این اثر در دانش‌آموزان دبیرستانی یافت شده‌است.